# Андалијен (река)
Андалијен (шп. Río Andalién) је река у Чилеу. Дуга је 130 km. Површина слива ове реке износи око 780 km². Са средњим протоком од 10-300 m³/s на ушћу.